# Lori Brown
Lori Brown (Decatur, Georgia, Estados Unidos, 1 de marzo de 1969) es una arquitecta y profesora asociada en la Universidad de Siracusa desde 2001.  Su investigación se centra en la arquitectura y en la justicia social con particular énfasis en la influencia del género y su impacto en las relaciones espaciales. Es una de las cofundadoras de ArchiteXX, un grupo dedicado a la igualdad de género en la arquitectura. Forma parte del Instituto Americano de Arquitectos y de la Asociación Americana de Mujeres Universitarias.

## Biografía
Le gustaban las matemáticas y las ciencias y ese equilibrio le llevó a estudiar Arquitectura. Primeramente obtuvo su diplomatura en el Instituto de Tecnología de Georgia de la ciudad de Atlanta del estado de Georgia en Estados Unidos, realizando su último curso mediante intercambio en el  "Ecole Nationale Superioure d´Arquitectura" de París-Belleville. Allí descubrió ser la única mujer en algunas de sus asignaturas. Posteriormente se licenció en Arquitectura en la escuela de Arquitectura de la Universidad de Princeton.
Trabajó como arquitecta en la ciudad de Nueva York para varios estudios de arquitectura de reconocido prestigio y posteriormente en 2001, comenzó a dar clases en la Universidad de Siracusa, en el estado de Nueva York.
Es en ese momento, cuando su vida experimenta un punto de inflexión que le conduce a una búsqueda y trabajo feminista.

## Trayectoria profesional
En 2012, junto a Nina Freedman cofundaron el grupo ArchiteXX, una organización sin ánimo de lucro que se creó para fomentar la igualdad de género en el ámbito de la arquitectura: trabajar como agentes del cambio, promover la diversidad, facilitar la reflexión y el diálogo, alentar el liderazgo de las mujeres y trabajar para visibilizar la diversidad. Realizó también la reforma de la Casa de Acogida Vera para víctimas de violencia machista y posteriormente se asoció con un arquitecto turco para realizar casas de acogida para mujeres en Turquía.

En su libro Contested Spaces realizó una búsqueda profunda sobre clínicas de aborto, casas de acogida y hospitales para mujeres en América. Visitó clínicas de aborto y constató cómo la mayoría de los edificios no fueron diseñados para realizar procedimientos médicos por la reticencia social al aborto. Brown escribe:
"La arquitectura está ausente en este tipo de espacios, ya que no pueden permitirse contratar arquitectos, sin embargo, en algunos casos, adecuaron los edificios contratando a diseñadores de interiores. Son a menudo espacios existentes que se han reutilizado para usos médicos.
Realizó una exposición itinerante sobre Prácticas Feministas que expuso en diversas ciudades entre 2008 y 2010,  y en marzo de 2012 organizó un encuentro y mesa redonda de 3 días en el Instituto Van Allen de Manhattan que congregó a 10 especialistas para hablar sobre las Prácticas Feministas. Tanto la exposición itinerante como el encuentro le inspiraron para escribir el libro Feminist practices, sobre aproximaciones interdisciplinarias de las mujeres en la arquitectura. También trabajó con grupos alemanes y australianos para incluir más arquitectas en Wikipedia.
Trabaja como editora para la Enciclopedia Bloomsbury de Mujeres en la Arquitectura, una enciclopedia de información sobre arquitectas.

### Edificios y proyectos
- Rehabilitación de la Casa de Acogida para Mujeres víctimas de violencia machista en Vera, Siracusa, Nueva York, 2012.[14]
- Casa para madres solteras excarceladas en colaboración con arquitectos locales, en Siracusa, NY 2006.[15]
- Librería para la fundación Matilda Joslyn Gages en Siracusa, NY, 2005.[16]
- Rehabilitación de la capilla del Upstate University Hospital en Siracusa, NY 2006

### Exposiciones
- Private Choices Public Spaces, curated and organized by ArchiteXX (Lori Brown and Kimberly Tate), The Sheila C. Johnson Design Center Arnold and Sheila Aronson Galleries at Parson’s The New School for Design, NY, NY Sept 18 – Oct 2, 2014.[17]
- The Missing Library, DUMBO Arts Center (DAC), Brooklyn, NY, June 23 – August 14,Annie Shaw organizer, 2011.[18]
- “Feminist practices” curator, organizer and participant 2007 -2009, exhibition traveled to: U. of MD, VA Tech, U. of Michigan, Temple, RISD, Wentworth Inst., Auburn, LSU, U. of Melbourne.[19]

## Obras
- “Discipling Identities Part 1 + 2,” Parlour, 2014.[20]
- "Contested Spaces: Abortion Clinics, Women’s Shelters and Hospitals", Routledge, 2013.[21]
- "Feminist practices: interdisciplinary approaches to women in architecture", Ashgate Publicando Co., 2011.[11]

## Premios y reconocimientos
- 2014 Grant from the Abortion Conversation Project.[22]
- 2010-2011 Mary Lily Travel Grant to Duke University’s Sallie Bingham Center for Women’s History and Culture Library Archives.[23]
- 2008 Premio Milka Bliznakov, por la exposición de prácticas feministas entregado por el Archivo Internacional de Mujeres en Arquitectura.
- 2008 Instituto americano de Arquitectos por la Diversidad, Mención de Honor por su Práctica.[24]
- 2006 Premio Syracuse University Chancellor’s por su servicio público en colaboración con Alison Mountz, para "fronteras en Syracuse: geografía de arquitectura del género".
- 2005 Premio al Mérito de la AIA Central en Nueva York central, proyecto no construido, para la renovación de Capilla de Hospital Universitario del Norte del Estado.